# The Stand In
The Stand In (PT-BR: Duas por uma) é um filme de comédia romântica estadunidense de 2020 escrito por Sam Bain e dirigido por Jamie Babbit. É estrelado por Drew Barrymore, Michael Zegen, T. J. Miller e Holland Taylor. 

## Elenco
- Drew Barrymore como Paula/Cathy Tyler/Candy Black
- Michael Zegen como Steve Grady/Larry Cooper
- Charlie Barnett como Simon
- Ellie Kemper como Jenna Jones
- Holland Taylor como Barbara Cox
- T.J. Miller como Louis
- Andrew Rannells como Nico
- Lena Dunham como Lisa
- Adrian Martinez como Repórter Banjo
- Michelle Buteau como Ingrid
- Richard Kind como Wes
- Dolly Wells como Second AD Daisy

## Lançamento
A estreia estava programada para o Tribeca Film Festival em 23 de abril de 2020. No entanto, o festival foi cancelado devido à pandemia de COVID-19. Em julho de 2020, Saban Films adquiriu os direitos de distribuição do filme. The Stand In foi lançado em 11 de dezembro de 2020. Foi lançado na Netflix em 10 de abril de 2021.

## Recepção
No Rotten Tomatoes, o filme possui um índice de aprovação de 31%, com base em 36 críticas, com uma nota média de 4,60/10. O consenso dos críticos do site diz: "Apesar do trabalho impressionantemente comprometido de Drew Barrymore em um papel duplo, The Stand In luta para encontrar o humor em uma premissa sem falta de potencial cômico". No Metacritic, o filme detém uma classificação de 38 em 100, com base em sete avaliações, indicando "críticas geralmente desfavoráveis".